# Ivan Illich
Ivan Illich (Viena, 4 de setembro de 1926 - Bremen, 2 de dezembro de 2002) foi um pensador e polímata austríaco. Foi autor de uma série de críticas às instituições da cultura moderna, escreveu sobre educação, medicina, trabalho, energia, ecologia e gênero. Pensador da ecologia política foi uma figura importante da crítica da sociedade industrial.

## Biografia
Nasceu em Viena. Algumas de suas obras refletem sobre a possibilidade de novas instituições educativas. Seu livro mais famoso é o "Sociedade sem escolas", publicado em 1971, no qual critica o sistema educacional das sociedades contemporâneas.
Entre 1936 e 1941 viveu a maior parte do tempo com seu avô materno em Viena. Estudou histologia e cristalografia na universidade de Florença.
Entre 1942 e 1946 estudou teologia e filosofia na Pontifícia Universidade Gregoriana do Vaticano, e trabalhou como padre em Nova Iorque.
Em 1956 foi nomeado vice-reitor da Universidade Católica de Porto Rico e, em 1961, fundou o Centro Intercultural de Documentación (CIDOC) em Cuernavaca no México, centro de investigação que dava cursos aos missionários da América do Norte.
Depois de 10 anos, as posturas do CIDOC entraram em conflito com o Vaticano, e em 1976 o centro foi fechado com o consentimento daqueles que dele faziam parte. Illich renunciou à vida de religioso no final dos anos 1960.
A partir dos anos 1980, Illich viajou muito, repartindo seu tempo entre os Estados Unidos, México e Alemanha. Foi nomeado professor visitante de filosofia e ciência, tecnologia e sociedade na Universidade Estadual da Pensilvânia, e também professor visitante da Universidade de Bremen.
Seus últimos anos foram marcados pela luta contra um câncer na face que o levou à morte em 2002. Seguindo sua crítica à medicina tradicional utilizou tratamentos alternativos para enfrentar o câncer, que batizou de "Minha mortalidade".

## Sociedade sem escolas
Seu livro mais famoso é Sociedade sem escolas (1971), uma crítica à institucionalização da educação nas sociedades contemporâneas. Através de exemplos sobre a natureza ineficaz da educação institucionalizada, Illich se mostrava favorável à autoaprendizagem, apoiada em relações sociais intencionais, e numa intencionalidade fluida e informal:
A educação universal por meio da escolaridade não é possível. Nem seria mais exequível se se tentasse mediante instituições alternativas criadas segundo o estilo das escolas actuais. Nem novas atitudes dos professores para com os seus alunos, nem a proliferação de novas ferramentas e métodos físicos ou mentais (nas salas de aula ou nos dormitórios), nem mesmo a intenção de aumentar a responsabilidade dos pedagogos até ao ponto de incluir a vida completa dos seus alunos, teria como resultado a educação universal. A busca atual de novos canais educativos deverá ser transformada na procura do seu oposto institucional: redes educativas que aumentem a oportunidade de cada um transformar cada momento da sua vida num outro de aprendizagem, de partilha e de interesse. Acreditamos estar a contribuir trazendo os conceitos necessários a quem realiza tais investigações sobre as grandes linhas na educação – e também para quem procura alternativas para outros tipos estabelecidos de serviços.
As últimas frases deixam claro o que o título do livro sugere, que a institucionalização da educação marca uma tendência de institucionalização da sociedade, e as idéias de desinstituicionalização da educação poderiam ser um ponto de partida para a desinstitucionalização da sociedade. Como pensador holístico, de inteligência formidável e erudição católica ampla, Illich sempre propôs as suas análises nos termos mais amplos possíveis.
O livro é mais do que apenas uma crítica, contém propostas para reinventar toda a aprendizagem em várias instâncias da sociedade e também na esfera individual. Possui destaque a sua proposta, feita em 1971, de criar as "redes de aprendizagem" ("telarañas de aprendizaje") apoiadas em tecnologias avançadas. Muitas das características das "redes de aprendizagem" recordam o uso da internet em geral e em particular o trabalho e idéias da própria Wikipedia.
Atualmente, a auto-aprendizagem é mais acessível à população, devido ao avanço dos meios de comunicação como a internet, televisão, e afins. Hoje, muitos estudantes descobrem qual carreira devem seguir com orientação de suas próprias pesquisas e entendimentos. Essa aprendizagem alternativa é muitas vezes mais eficaz que a convencional, pois faz com que o interessado tenha um foco maior na área de sua escolha, pois contém uma maior amplitude de conhecimento que não teria acesso nos métodos mais comuns, como numa sala de aula com um professor que está preocupado em instruir o aluno com certo "roteiro" pré definido de conhecimentos que julga ser mais importante. A internet seria o exemplo ideal de modelo ensino defendido, por permite uma ampla rede que conecta pessoas com conhecimentos distintos ao redor do mundo e faz com que elas tenham um acesso mais fácil a esses conhecimentos, culturas e estudos.
Compañeros de viaje para La Sociedad Desescolarizada é uma resenha crítica (em espanhol) que relaciona o pensamento do livro "Sociedade sem Escolas" com as idéias de outros autores que escreveram sobre o mesmo tema.

## Outras linhas de pensamento
As obra de Ivan Illich compreende numerosos temas da relação entre o indivíduo, a sociedade com a ciência e a técnica.
"Não há movimento de verdadeira libertação que não reconheça a necessidade de adotar uma tecnologia de baixo consumo energético."
"Diga-me a que velocidade se move e te direi quem és? Se não pode contar com seus próprios pés para se locomover, é um marginal, porque o veículo se converteu em símbolo da segmentação social e em condição para a participação da vida social. Ao conseguir propiciar aos motoristas a quebra de uma nova barreira de velocidade a indústria do transporte está patrocinando, inevitavelmente, novos privilégios para uma minoria e agonia para a maioria."
"Chegou a hora de tirar das mãos do médico a seringa, como se tirou a pena das dos escritores durante a Reforma. A maioria das doenças que temos hoje em dia podem ser diagnosticadas e tratadas por pessoas comuns. Para a maioria essa declaração é muito difícil de ser aceita, porque a complexidade do ritual médico lhes ocultou a simplicidade de seus próprios instrumentos básicos..."
"A escola parece estar destinada a ser a igreja universal de nossa cultura em decadência..."
"A escola é um rito iniciático que introduz o neófito à carreira sagrada do consumo progressivo..."